# Feroslitina
Feroslitina označuje různé slitiny s méně jak 50 % železa a jedním nebo více prvky, např. mangan nebo křemík. Používá se při produkci oceli a jako materiál-surovina.

## Hlavní feroslitiny
- FeMn - feromangan
- FeCr - ferochrom
- FeMg - ferohořčík
- FeMo - feromolybden - min. 60% Mo, max. 1% Si, max. 0,5% Cu
- FeNi - feronikl
- FeTi - ferotitan - 30-65% Ti, max. 5-6,5% Al, max. 1-4% Si
- FeV - ferovanad
- FeSi - ferosilicium
- FeB - ferobor - 12–20 % boru, max. 3 % křemíku, max. 2 % hliníku, max. 1 % uhlíku
- FeP - ferofosfor